# 토머스 도허티
토머스 도허티(영어: Thomas Doherty, 1993년 2월 5일 ~ )는 스코틀랜드의 배우이다.